# Johnny Andersson
Johnny Andersson  född 1940 i Malmö, är en svensk bildkonstnär. Han är akvarellmålare med motiv företrädesvis av rustika interiörer.
Andersson är initiativtagare till Konstnärsgruppen Sydväst, KSV.[källa behövs]